# Бартелеми Шерер
Бартелеми Луј Јозеф Шерер (фр. Barthélemy Louis Joseph Schérer; 1747 — 1804) био је француски генерал.
Учествовао је у француским револуционарним ратовима; 1795. године командант је француске Италијанске армије. У бици код Лоана 1795. године поразио је аустријске снаге али пошто није искористио тај успех, убрзо је смењен. Почетком 1799. године поново је постављен за команданта Италијанске армије. Да би предухитрио долазак Руса, Шерер је 26. марта из рејона Мантове предузео офанзиву против Аустријанаца, али је у бици код Мањана претрпео пораз од аустријског генерала Краја и принуђен на повлачење кад је и смењен. Написао је дело: Преглед операција Италијанске армије.